# Bobos (Legonkulon)
Bobos is een bestuurslaag in het regentschap Subang van de provincie West-Java, Indonesië. Bobos telt 3581 inwoners (volkstelling 2010).